# 道奇縣 (喬治亞州)
道奇縣（英語：Dodge County）是美國喬治亞州中南部的一個縣。面積1,303平方公里。根據美國2000年人口普查，共有人口19,171人。縣治伊士曼（Eastman）。
成立於1870年10月26日，以紀念代表紐約州的眾議員威廉·厄爾·道奇（William Earl Dodge）。